# Thomas a Kempis

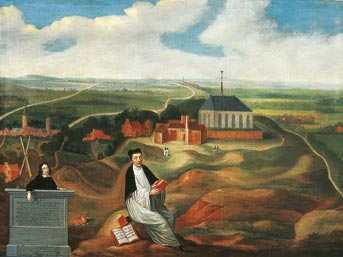
Tavla från 1600-talet: Thomas a Kempis på Agnietenberg

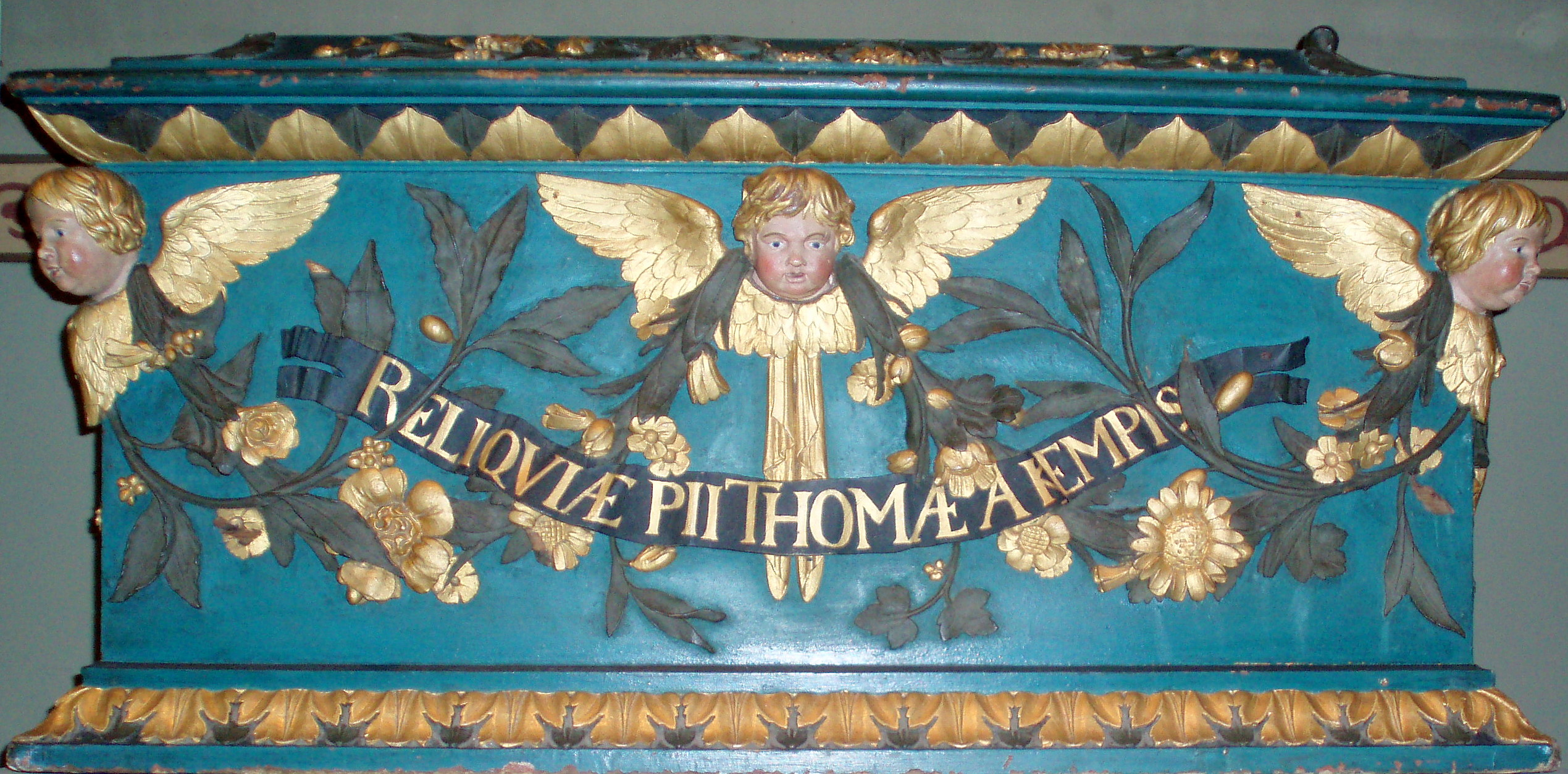
Skrin med reliker

Thomas a Kempis, född cirka 1380, död 25 juli 1471, tysk-nederländsk augustinkorherre, mystiker och författare.

## Biografi
År 1395 gick Thomas till skola i Deventer hos Det gemensamma livets bröder. Han inträdde i augustinklostret på Agnietenberg vid Zwolle och blev senare subprior där. Genom sina religiösa uppbyggelseskrifter blev han en av de främsta representanterna för devotio moderna. Han har tillskrivits den vitt spridda andaktsboken De imitatione Christi (Om Kristi efterföljelse), som trycktes första gången 1471, men har förmodligen endast redigerat den.